# 金东仁 (裁判)
金东仁（韓語：김동인，拉丁转写：Kim Dong-In或Kim Tong-In，?年—），韩国足球裁判。
2011年起，金东仁担任韩国次级联赛挑戰K聯賽（K2联赛）的主裁判。直至2013年上半年，他仍没有执法顶级联赛经典K联赛的经历。受中国足协的邀请，金东仁执法过一些中超比赛。2012年中国足球超级联赛第5轮杭州绿城与上海申花的比赛，金东仁首次在中超亮相。2013年中国足球超级联赛第2轮山东鲁能与长春亚泰的比赛是他执法的第二场中超比赛。